# Мальзьё, Матиас
Матиас Мальзьё (фр. Mathias Malzieu; род. 16 апреля 1974, Монпелье, Франция) — французский режиссер, сценарист и писатель. Солист рок-группы Dionysos. Номинант на премию Сезар, а также приз Берлинского кинофестиваля.

## Биография и карьера
```
В 1993 году Матиас создал рок-группу 
Dionysos
, в которой он является солистом и главным композитором. В 1996 году группа выпустила первый альбом под названием «Songs Happening». В 1999 году был выпущен альбом «Haiku», и в 2005-м — «Monsters In Love». В первоначальный состав коллектива входили трое школьных друзей Матиаса — Эрик Серра Тосио, Майкл Понтон и Гийом Гаридель.
```

Матиас пишет не только песни. Всё началось со сборника рассказов «38 Mini Westerns Avec Des Fantomes» (2002). Его первый роман «Maintenant Qu’il Fait Tout Le Temps Nuit Sur Toi» был опубликован в 2005 году. А в 2007 году Матиас написал роман «La mécanique du coeur» (с французского — «Механика сердца»), ставший чуть позже концептуальным альбомом. Через несколько лет Матиас принял решение экранизировать своё сочинение, позвав на место сорежиссера проекта Стефана Берла. Фильм-мюзикл «Джек и механическое сердце» вышел в 2013 году и был удостоен номинации на приз «Хрустальный медведь» Берлинского кинофестиваля, а также на премию Сезар в категории «Лучший анимационный фильм».
В 2013 году у Матиаса была диагностирована апластическая анемия, после чего он перенёс операцию по пересадке костного мозга. Во время лечения в больнице Мальзьё вёл дневник, впоследствии опубликованный под названием «Journal d’un vampire en pyjama» («Дневник вампира в пижаме», 2016).
В марте 2020 года во Франции состоится премьера нового режиссерского проекта Матиаса Мальзьё «Русалка в Париже». Главные роли в романтическом фэнтези достались Мэрилин Лиме и Николя Дювошелю.

## Личная жизнь
С 2019 года состоит в отношениях с французским фотографом Дарьей Нельсон. Пара узаконила свои отношения в 2025 году. 